# حمض كلورو الذهبيك
حمض كلورو الذهبيك (أو حمض كلورو الأوريك) هو مركب كيميائي لاعضوي صيغته الكيميائية HAuCl4، ويوجد في الشروط القياسية على شكل بلورات صفراء برتقالية.

## التحضير
يحصل على حمض كلورو الذهبيك من تفاعل إذابة الذهب في الماء الملكي حيث يحدث التفاعل التالي:
{\displaystyle \mathrm {2\ Au+2\ NOCl+3\ Cl_{2}+2\ HNO_{3}\rightarrow } } {\displaystyle \mathrm {2\ HAuCl_{4}+4\ NO_{2}} }
كما يمكن أن تتم عملية التحضير انطلاقاً من تفاعل ثلاثي كلوريد الذهب مع حمض هيدرو الكلوريك:
{\displaystyle \mathrm {AuCl_{3}+HCl\longrightarrow HAuCl_{4}} }

## الخواص
يوجد المركب في الشروط القياسية على شكل بلورات إبرية صفراء اللون إلى برتقالية؛ وهي سهلة الانحلالية في الماء، كما تذوب في الكحول والإيثر.
يمكن أن توجد أشكال مائية من حمض كلورو الذهبيك على هيئة ثلاثي هيدرات أو رباعي هيدرات.

## الاستخدامات
يستخدم مركب حمض كلورو الذهبيك في العمليات الكيميائية لتنقية الذهب بواسطة التحليل الكهربائي. تستخدم تقنيات استخلاص سائل-سائل لحمض كلورو الذهبيك في استرداد وتركيز وتنقية الذهب. غالباً ما يستخدم لذلك مذيبات عضوية مثل ميثيل إيزوبوتيل كيتون (MIBK) أو فوسفات ثلاثي البوتيل (TBP).